# 亨德森
亨德森（英語：Henderson）是美國內華達州克拉克縣東南部的一個城市，亨德森在美國內華達州最大的城市拉斯維加斯（Las Vegas）的東南約5英里，坐標36°14′05"N，115°1′31"W人口256,390（2006年統計），亨德森是內華達州人口第二多的城市，比拉斯維加斯的591,536人口少，亨德森在近年人口已超越內華達州西部的里诺，亨德森的面積244.7 km²（94.5 sq mi），這個城市沒有任何地方是有天然水域的。亨德森成立于20世纪50年代。

## 外部連結
- 亨德森市的網頁